# Dungeon Siege: Legends of Aranna
Dungeon Siege: Legends of Aranna es la expansión independiente del videojuego de rol Dungeon Siege, desarrollada en conjunto por Gas Powered Games y Mad Doc Software y distribuida por Microsoft Game Studios. El juego fue lanzado en Norteamérica el 12 de noviembre, y poco después, el 15 de noviembre, en España. Esta expansión incluye todo el contenido del juego original, con lo cual no será necesario tener Dungeon Siege para instalar la expansión.
En esta expansión, la aventura comienza de forma similar al original, el protagonista de la historia es llamado de su huerto para derrotar unos monstruos, y a partir de ahí comienza un recorrido por todo el reino de Aranna (nuevo territorio incluido en la expansión) para derrotar al mal que asola la región, en el cual el protagonista aprenderá acerca de sus antepasados. La jugabilidad se mantiene casi intacta, añadiéndose nuevos hechizos y habilidades al elenco del original.